# Handöls Täljstens
Handöls Täljstens AB (tidigare Handöls Täljstens och Vattenkrafts AB samt Handöls Nya Täljstens och Vattenkrafts AB) var ett företag som bröt täljsten i Handöl. Det köptes senare av Höganäs AB och ägdes senare av den norska koncernen Granit-Kleber. Företaget ägs av Mona Larsson Andreasson, Claes Andreasson och Erland Larsson.

## Täljstensbrytning i Handöl

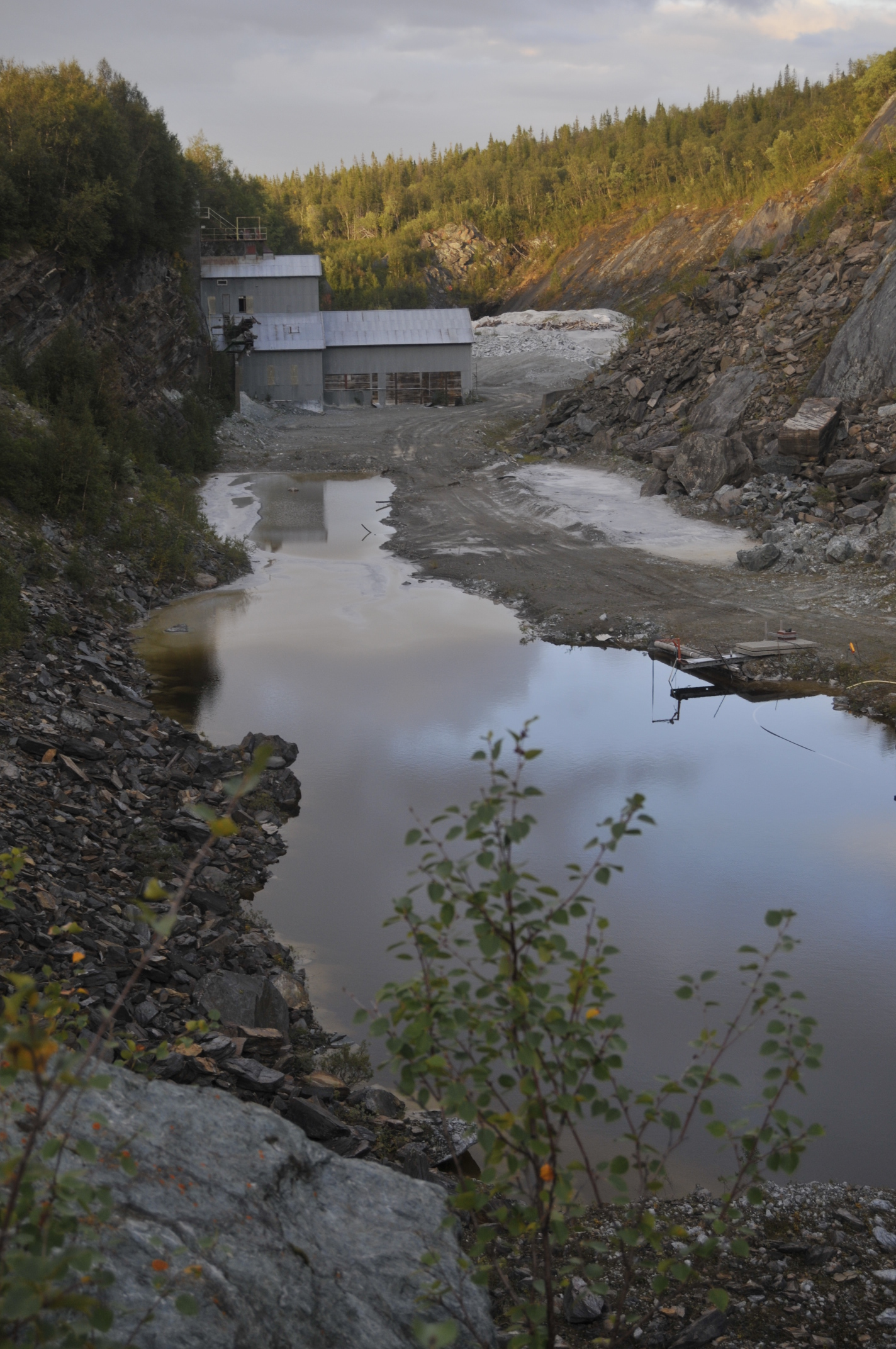
Handöls Täljstens AB.

Ingen vet hur länge brytning av täljsten har skett i Handöl. Människor fanns runt Ånnsjön redan under stenåldern och grupper kan ha varit bofasta där, eftersom det fanns gott om föda. Täljstenberget gick i dagen och det vore konstigt om inte dåtidens överlevnadskonstnärer hade funnit och använt stenen. Men några bevis, till exempel i form av gravfynd, har ännu inte hittats.
Det mänskliga och kulturella utbytet gick i öst-västlig riktning och under vikingatiden gick en vandrings- och pilgrimsled förbi Handöl, en förbindelse mellan svenska kusten och Norge, där Nidarosdomen i Trondheim var det stora religiösa målet. Vandringsleden gick alldeles vid en täljstensfyndighet. I Norge konkurrerade täljstensgrytorna ut både järn- och keramikgrytor. Men bevis om så tidig brytning i Handöl finns inte. De första tydliga tecknen på brytning i Handöl har vi från 1500-talet. Då berättar fogderäkenskaper om att bönderna i Handöl och Wik (Björnänge), som tillsammans var ägare av täljstensbrottet, betalade mest skatt av alla i hela Åre socken.
Från början av 1600-talet kan vi läsa att oproportionerligt många av drängarna i Åre socken fanns i Handöl. Undersåkers tingslagssigill från 1634 föreställer en man som holkar ur en täljstensgryta. På den äldsta kartan över Jämtland, ritad efter det svenska övertagandet 1634, finns både Handöl och täljstensberget utsatta så vid den tiden måste Handöls täljstensbrott varit riksbekant. 1683 finns en anteckning om vad som såldes på marknaden i Levanger, bland annat 42 stycken kakelugnar av täljsten från Handöl. 1685 besöker Urban Hiärne, Karl XI:s livmedicus, Jämtland. Hans motiv är att bese de svensk-norska gränsfjällen, samt särskilt "berget der den telgstenen utgräfes och är så väl fast i eld som i vatn".
Trots att inga riktigt farbara vägar finns, och att Urban Hiärne avslutar sin resedagbok med: "Gudi vare lof som mig den besvärliga och farliga resan, så nådeligen igenomhalp", är han bara den förste i en lång rad av betydelsefulla herrar som kommer för att bese täljstensfyndigheten. Och beklaga sig över böndernas klumpiga hantering och slöseri med den värdefulla stenen. I Handöl är mängden talk cirka 90 procent, och järn och klorit färgar täljstenen där grågrön.
Inte förrän med järnvägens byggande 1882, kommer möjligheten att utveckla bondebrytningen till en industri. Ett konsortium köper 1869 rätten till berget och vattenfallet av de åtta Handöls-bönderna. År 1900 bildas Handöls Täljstens och Vattenkrafts AB, med ett mycket stort aktiekapital. Man tillverkar kaminer, grytor, pannor, urnor, bakhällar, eldfärg och prydnadsföremål. Man deltar i flera utställningar, bland annat i världsutställningen i Paris år 1900, och vinner första pris. Detta trots att ingen väg finns de 7-8 km mellan fabriken och stationen. Frakten sker med häst och släde vintertid och med båt sommartid. Vissa perioder däremellan kan man inte frakta något alls. Väder, snö, dåliga kommunikationer och slutligen en brand 1908, sätter företaget på obestånd och 1910 ombildas det till Handöls Nya Täljstens och Vattenkrafts AB. Nu kommer en period med intensiv utveckling. 
För att lösa kommunikationsproblemet byggs 1917 en 7600 meter lång linbana, mellan Handöl och Enafors. Den kommer att användas till lite av varje. Platschef Ivar Rask skriver i maj 1925: "Vi hade ett missöde med linbanan igår på grund av de eländiga hötransporterna". Personbefordran är inte tillåten, men trots det, är det ibland enda sättet att ta sig till eller från Handöl. Ett lockande pojkstreck är att hoppa upp i en korg vid linbanans lägsta punkt och sedan hoppa av igen strax före ändstationen i Enafors.
Efter flera ansökningar byggs en väg 1936, men linbanan fungerar parallellt med den till några år inpå 1950-talet.
Husen i byn utrustas efterhand med el-ström, gemensam bytvättstuga och en bastu byggs, på 1920-talet tillkommer skolan där man också börjar med biograf-föreställningar, man får affär och telegraf. På 1940-talet står företaget på sin höjdpunkt och har cirka 130 anställda. Byn har vuxit från åtta gårdar till 250 invånare. Handöls-kaminerna är den stora produkten, som alla känner till, och som till exempel finns i alla Statens Järnvägars väntsalar. 1944 köps företaget upp av Höganäs AB. Efter en period av utveckling, till exempel byggs talk-fabriken 1946, börjar en nedgång, sjunkande energipriser minskar intresset för täljstenens värmelagrande förmåga och 1986 vill man försätta företaget i konkurs. Åre kommun gick då in som ägare och efter ytterligare ägarbyten blev den norska Granit 1893-koncernen ägare 2004. I juli 2013 avvecklade de norska ägarna verksamheten.